# فرد هارتلي
فرد هارتلي (24 أبريل 1906 - 24 ديسمبر 1976)  (بالإنجليزية: Fred Hartley)‏ هو لاعب كريكت بريطاني (وحمل سابقاً جنسية المملكة المتحدة لبريطانيا العظمى وأيرلندا).